# Joan S. Blanch
Joan Sáez Blanch (València, 23 de juliol de 1965), conegut com a Joan Blanch, és un artista faller i dissenyador. Cursa estudis de disseny industrial a l'Escola d'Arts i Oficis de València. En una primera etapa treballa com a aparodista i dissenyador gràfic. S'inicia en el món de les Falles en la dècada l'any 1994 plantant la Falla infantil de la comissió Serrans-Plaça dels Furs que va dur per lema "Construint les nostres torres".
En la seua trajectòria artística compta amb tres primers premis de Secció Especial infantil de les Falles de València aconseguits en 2008 amb "Eureka" i 2010 amb "Tots a una veu", ambdues per la comissió Exposició-Misser Mascó, i en 2016 amb "Muac" plantada a la demarcació de Na Jordana. Pel que fa a Ninots Indultats infantils compta amb sis grups al Museu Faller de València corresponents als anys 2008, 2010, 2012, 2014, 2015, 2017. A més compta amb creacions en la categoria estrela per a les comissions de Monestir de Poblet-A. Albiñana, Duc de Gaeta-Pobla de Farnals i Reina-Pau-Sant Vicent.
L'artista crea també cadafals fallers infantils per a les comissions de Sant Joan Bosco-Duc de Mandas, Dr. Manuel Candela-Beatriu Tortosa, Progrés-Teatre la Marina, Plaça del Mercat Central i Mossén Sorell-Corona fora de la màxima categoria de la festa fallera de València.
En dues ocasions ha plantat la Falla infantil de l'Ajuntament de València. En 2005 amb "Anem al llit... del Túria" dedica la seua obra a les activitats que es poden realitzar al jardí del vell llit del riu Túria. En 2006 amb "Noms de carrer, carrers de nom" mostra a xiquetes i xiquets els personatges que hi ha darrere dels noms dels carrers del Cap i Casal.
Tot i que el seu currículum mostra una majoria de Falles infantils, compta en la seua producció amb algunes Falles grans. Destaquen entre elles "Amb el cul a l'aire" per a Serrans-Plaça dels Furs al 1999, "Seguix somiant" i"Disculpen les molèsties" per a Mossén Sorell-Corona al 2000 i 2004 respectivament,
Entre les seues influències es troben noms a nivell internacional com el de l'arquitecte Le Corbusier i a nivell nacional com el del dissenyador i pintor valencià Paco Bascuñán. La seua obra efímera rep una clara influència del món del còmic. Aquesta ve caracteritzada per un gran dinamisme on ninots de grans dimensions serveixen d'eix central al voltant del qual s'amunteguen altres de menor dimensió aparentment de forma caòtica. Entén la Falla infantil com a principi i final. No creu en les limitacions i pensa en adaptar l'obra menuda a les característiques de la seua ubicació.
Una de les seues aportacions més significatives és la recuperació de la costum d'abillar els ninots. A partir de 2008 introdueix els vestits adaptats a les figures. Aquest element serveix per contextualitzar missatge i època on ubicar les escenes de les seues Falles infantils.
Pel que fa a les Fogueres d'Alacant, a l'any 2008 amb "La meta... fer esport!", plantada al districte d'Altossano, obté el primer premi de categoria especial infantil i el Ninot Indultat de les fogueres menudes. En 2011 planta junt a Sergio Amar "De dia, de nit?" també en especial a la mateixa demarcació. En aquesta obra els dos artistes es divideixen el treball en dos blocs que oposen dia i nit a Alacant ocupant-se Joan Blanch de la part diürna.
La comissió Na Jordana li ret en 2014 un homenatge sota el títol "Tirant de Blanch" amb una exposició que repassa la carrera de l'artista amb ninots i imatges de les seues Falles plantades. A més celebra una tertúlia on diferents veus pròximes a Joan Blanch parlen sobre la figura del creatiu efímer valencià.